# Gaylord Nelson
Gaylord Anton Nelson (4 de junio de 1916 - 3 de julio de 2005) fue un político demócrata estadounidense, de Wisconsin. 
Fue el principal promotor del Día de la Tierra. En 1970, solicitó audiencias en el Congreso sobre la seguridad de las píldoras anticonceptivas, que fueron conocidas popularmente como las "Audiencias de las Píldoras de Nelson." Como resultado de estas audiencias, se requirió la inclusión de información sobre los efectos secundarios de la píldora en los prospectos de los envases; era la primera vez que se requería dicha información para un medicamento.

## Juventud
Nelson nació en Clear Lake, Wisconsin. En 1939 se licenció en Filosofía y Letras por el San Jose State College en California y se graduó por la Facultad de Derecho de la University of Wisconsin en 1942. Fue miembro de la hermandad Pi Kappa Phi. Su infancia no fue del todo buena. En la escuela, sus compañeros se reían de él debido al doble significado de su nombre: Gaylord.
Ese mismo año se alistó en el Ejercitó de EE. UU. y luchó en la Segunda Guerra Mundial durante casi cuatro años, sirviendo como Primer Lugarteniente en la Batalla de Okinawa. Tras su regreso a Madison, Wisconsin, Nelson se presentó al cargo en 1946 pero no resultó elegido. Se casó con Carrie Lee Dotson en 1947 y ejerció el derecho de 1946 a 1958.

## Cargo electo
Nelson fue elegido como senador por el Estado de Wisconsin en 1948. Diez años después fue elegido como el gobernador n.º 35 de Wisconsin; era el primer demócrata que ocupaba ese puesto en 25 años. En 1962, fue elegido para el Senado de EE. UU., en el que permaneció del 8 de enero de 1963 al 3 de enero de 1981.
Nelson fue siempre un apasionado del medio ambiente. En 1963 viajó en el Conservation Tour con el presidente John F. Kennedy y fue el principal promotor del Día de la Tierra, cuya primera celebración tuvo lugar en 1970.
Nelson también destacó como abogado de una pequeña empresa. Como presidente del Comité de la Pequeña Empresa del Senado, realizó notables esfuerzos para autorizar el Primer Congreso moderno sobre Pequeñas Empresas de la Casa Blanca, creó el sistema de Centros de Desarrollo de Pequeñas Empresas en universidades de EE. UU. y mejoró el modo en que las agencias federales regulan las empresas pequeñas y otras entidades, la Ley de Flexibilidad Regulatoria.
En 1973, Nelson fue uno de los tres únicos senadores que se opusieron a la designación de Gerald Ford como vicepresidente. (Los otros dos fueron Thomas Eagleton y William Hathaway.)

## Su vida tras la política
Nelson perdió su puesto en el Senado frente al republicano Bob Kasten en 1980 y se convirtió en consejero de la The Wilderness Society en enero de 1981. Recibió la Medalla Presidencial de la Libertad en septiembre de 1995 en reconocimiento a su trabajo por el medio ambiente.
Nelson consideraba la estabilización de la población nacional como un aspecto importante de la ecología. También rechazaba la idea de que el desarrollo económico debería ser más relevante que la protección medioambiental.
Nelson murió el 3 de julio de 2005 debido a un paro cardíaco a la edad de 89 años. Se publicó una biografía suya escrita por el periodista Bill Christofferson, "El Hombre de Clear Lake," por la editorial de la University of Wisconsin en 2004.
El Instituto Gaylord Nelson de Estudios Medioambientales de la University of Wisconsin-Madison lleva el nombre de Gaylord Nelson en reconocimiento a su amor por la naturaleza. Además, la zona Gaylord Nelson Wilderness en el Parque Nacional Apostle Islands National Lakeshore, que abarca el 80% de la zona terrestre del Parque, fue llamada así en su honor por sus esfuerzos para la creación del Parque. El Parque Estatal Governor Nelson, cerca de Waunakee, Wisconsin, también se llama así por él.
- Datos: Q886966
- Multimedia: Gaylord Nelson / Q886966